# Littérature de langue anglaise
La littérature de langue anglaise ou littérature anglophone regroupe plusieurs types de littérature, habituellement classées de façon géographique.

## Europe
La littérature britannique est la littérature du Royaume-Uni, de l'île de Man et des Îles Anglo-Normandes. Elle comprend la littérature anglaise, d'Irlande du Nord, écossaise et galloise. Par extension, on peut aussi y inclure la littérature produite dans l'ensemble des Îles Britanniques, c'est-à-dire également la littérature irlandaise, bien que cette question puisse prêter à controverse. En effet, les écrivains irlandais ont joué un rôle important dans le développement de la littérature en Angleterre et en Écosse, et l'Irlande a été associée à la Grande-Bretagne au sein d'une même entité politique, le Royaume-Uni de Grande-Bretagne et d'Irlande pendant la totalité du XIXe siècle et jusqu'à la fin de 1922, correspondant à une période de productivité littéraire intense.

### Angleterre
La littérature anglaise est la littérature qui a été écrite en Angleterre et, en majeure partie en anglais, à la différence de la littérature écossaise (en anglais, mais aussi en gaélique écossais ou en scots), de la littérature galloise (en anglais mais aussi en gallois), de la littérature irlandaise (en anglais, en irlandais ou en scots) et de la littérature américaine. 

### Écosse
La littérature écossaise est la littérature écrite en Écosse ou par des auteurs écossais. Elle inclut la littérature écrite dans les langues suivantes : le gaélique, l’anglais, le scots, le brittonique, le français, le latin et toute langue dans laquelle un peu de littérature a été écrite dans les limites de l'Écosse moderne. La langue écossaise serait encore parlée par 60 000 locuteurs dans les années 2000 .

### Irlande
La littérature irlandaise est l'une des plus prolifiques du monde anglo-saxon. Pour un pays relativement petit (on compte 7 000 000 insulaires, selon une estimation de 2018), l'Irlande a proposé une contribution tout à fait extraordinaire à l'histoire de la littérature. Les œuvres les plus connues en dehors du pays sont de langue anglaise, mais les œuvres en irlandais (et dans les différents dialectes gaéliques) continuent à constituer une partie non négligeable de la littérature produite, même si l'ampleur de la littérature écrite en irlandais s'est radicalement réduite depuis le XVIIe siècle. En sus de la tradition écrite, l'Irlande garde encore une forte tradition orale autour des légendes et poèmes celtiques, tous racontés en irlandais.
La culture irlandaise, à la fois indépendante et soumise à l'influence politique de la Grande-Bretagne (jusqu'à l'indépendance de l'Éire en 1922), a permis l'émergence d'une littérature irlandaise assez particulière à côté des contributions d'autres pays à la littérature anglaise. Les écrivains irlandais qui écrivirent en anglais apportèrent un grand nombre d'innovations linguistiques et formelles, et proposèrent un grand nombre d'œuvres décisives dans l'histoire de la littérature anglaise (les quatre noms principaux étant Swift, Yeats, Beckett et Joyce) ; leur spécificité s'exprimant par une sorte d'émerveillement face à la nature hérité des plus anciennes traditions, un style narratif qui était souvent délibérément exagéré ou absurde et un sens aigu du pouvoir de la satire. De plus, les deux langues ont donné naissance à un dialecte anglais (l'« hiberno-irish ») ayant un syntaxe légèrement distincte et surtout une musicalité particulière.

## Amérique du Nord

### Canada
La littérature canadienne-anglaise reflète les perspectives uniques au Canada en ce qui a trait à la nature, la vie aux frontières de la civilisation, et la place du Canada et des Canadiens dans le monde. La diversité culturelle et ethnique du Canada anglais se reflète dans les œuvres de ses écrivains, et la vie des communautés ethniques minoritaires occupe une place centrale dans les œuvres des écrivains les plus connus au XXIe siècle.
- Tout d'abord, les effets du climat et de la géographie sont importants pour les auteurs canadiens anglais.
- Deuxièmement, on trouve souvent des références à la vie des pionniers dans la littérature canadienne-anglaise, surtout dans la littérature écrite avant 1980. Une succession d'écrivains ont décrit la vie aux frontières de la civilisation dans le Haut-Canada, les provinces maritimes, l'ouest et le grand nord.
- Troisièmement, nombre d'auteurs réfléchissent sur la place du Canada dans le monde. Tout comme les Canadiens de langue française ont l'impression d'être complètement entourés par un océan culturel anglophone en Amérique du nord, les Canadiens-anglais se sentent dominés par une culture américaine omniprésente, et les écrivains ont souvent de la difficulté à se faire entendre même dans leur propre pays.

## Asie

### Inde
Au XXe siècle, de nombreux écrivains indiens de renommée internationale se sont distingués par leurs récits de fiction en langue anglaise.
On peut citer, parmi d'autres, Toru Dutt, Gita Mehta, Ruskin Bond, Raja Rao, R. K. Narayan, Vikram Seth, Salman Rushdie, Arundhati Roy, Khushwant Singh, Amitav Ghosh, Vijay Singh, Rohinton Mistry, Vikram Chandra, Tarun Tejpal, Mukul Kesavan, Shashi Tharoor, Nayantara Sehgal, Anita Desai, Shashi Deshpande, Jhumpa Lahiri, Anita Nair ou encore Bharati Mukherjee, Anurag Mathur, Abha Dawesar, Kiran Desai, Abraham Verghese.
La littérature anglaise de l'Inde occupe depuis longtemps une place importante dans la littérature anglaise mondiale.
- Littérature indienne en anglais (en)
- Poésie indienne en anglais (en)
- Progressive Writers' Movement

## Afrique
Outre les romans coloniaux, les œuvres en anglais les plus connues de l'époque de la colonisation sont en général des narrations d'esclavage, pour exemple The Interesting Narrative of the Life of Olaudah Equiano (1789) de l'affranchi éponyme, ou le moins connu Autobiography of Nicholas Said. Olaudah Equiano (1745-1797) devint une figure influente de l'abolition de l'esclavage.
En 1911, le Ghanéen Joseph Ephraim Casely-Hayford (1866-1930) publie ce qui est probablement le premier roman africain anglophone, Ethiopia Unbound: Studies in Race Emancipation. Pendant la même période, des pièces de théâtre commencent à apparaître. En 1935, Herbert Isaac Ernest Dhlomo (en) (1903-1956), d'Afrique du Sud, publie la première pièce anglophone d'Afrique, The Girl Who Killed to Save: Nongqawuse the Liberator. En 1962, Ngugi wa Thiong'o (1938-), du Kenya, écrit le premier drame d'Afrique d'Est,  The Black Hermit, une histoire d'avertissement contre le tribalisme, forme de racisme entre les tribus africaines.
En 1979, Dambudzo Marechera (1952-1987) est le premier lauréat africain du Guardian Fiction Prize, avec son premier roman La Maison de la faim (en).

### Île Maurice
Vieille de deux siècles, la littérature mauricienne existe en plusieurs langues. 
En effet, il existe une littérature mauricienne d’expression française, une littérature mauricienne d’expression créole, une littérature mauricienne d’expression hindi, entre autres. 

## Océanie

### Australie
La littérature australienne prend naissance peu après la colonisation du pays par les Européens. Parmi les thèmes fréquemment abordés, on retrouve l'identité indigène; le mateship (ou fidélité fraternelle), l'Égalitarisme et la Démocratie, l'aliénation du pays pour les uns ou l'exil pour les autres; la « beauté et la peur » de la vie dans loutback et le bush australien et l'expérience des migrants.

### Nouvelle-Zélande
La littérature néo-zélandaise est une littérature, à la fois orale et écrite, produite par le peuple néo-zélandais. Elle traite souvent de thèmes, de personnages ou de lieux néo-zélandais, est écrite principalement en anglais néo-zélandais et présente également la culture maorie et l'utilisation de la langue maorie. Avant l'arrivée et l'installation des Européens en Nouvelle-Zélande au XIXe siècle, la culture maorie avait une forte tradition orale. Les premiers colons européens ont alors écrit sur leurs expériences de voyage et d'exploration de la Nouvelle-Zélande. Le concept d'une « littérature néo-zélandaise », distincte de la littérature anglaise, n'est apparu qu'au XXe siècle, lorsque les auteurs ont commencé à explorer les thèmes du paysage, de l'isolement et de l'identité nationale naissante de la Nouvelle-Zélande,. Les écrivains maoris ont pris une part plus importante dans la littérature néo-zélandaise dans la seconde moitié du XXe siècle, et la langue et la culture maories sont également devenues une partie de plus en plus importante de la littérature néo-zélandaise.